# Aivar Anniste
Aivar Anniste, né le 18 février 1980 à Põltsamaa en Estonie, est un footballeur international estonien, qui évolue au poste de milieu central.

## Biographie

### Carrière de joueur
Après avoir mis fin à sa carrière professionnelle en 2010, il s'engage en 2012 avec le club du Tallinna Ülikool qui évolue en 3e division estonienne lors de la saison 2016.
Aivar Anniste dispute deux matchs en Ligue des champions, et 6 matchs en Coupe de l'UEFA.

### Carrière internationale
Aivar Anniste compte 45 sélections et 3 buts avec l'équipe d'Estonie entre 1997 et 2008. 
Il est convoqué pour la première fois par le sélectionneur national Teitur Thórdarson pour un match amical contre les Philippines le 27 novembre 1997 (victoire 1-0). 
Par la suite, le 15 novembre 2000, il inscrit son premier but en sélection contre le Kirghizistan, lors d'un match amical (victoire 1-0). Il reçoit sa dernière sélection le 22 novembre 2008 contre la Lituanie (1-1).
Aivar Anniste dispute un total de six matchs comptant pour les éliminatoires du mondial 2002.

## Palmarès
- Avec le Flora Tallinn
  - Champion d'Estonie en 2001, 2002 et 2010
  - Vainqueur de la Coupe d'Estonie en 2009
  - Vainqueur de la Supercoupe d'Estonie en 2002 et 2009